# Antenne (biologie)
Pour les articles homonymes, voir Antenne.

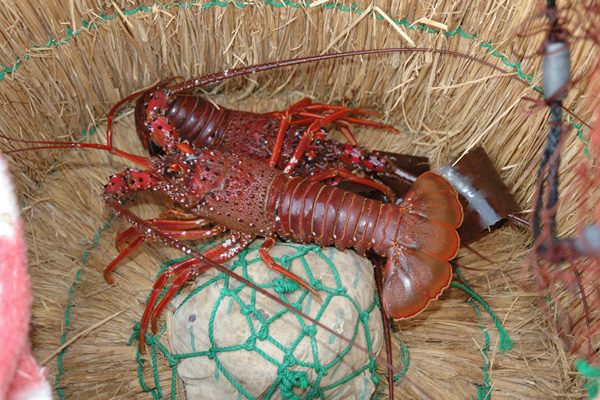
Antennes chez Panulirus japonicus. On distingue une paire de grosses antennes coudées et dirigées vers l'arrière et une paire d'antennules dirigées vers l'avant.

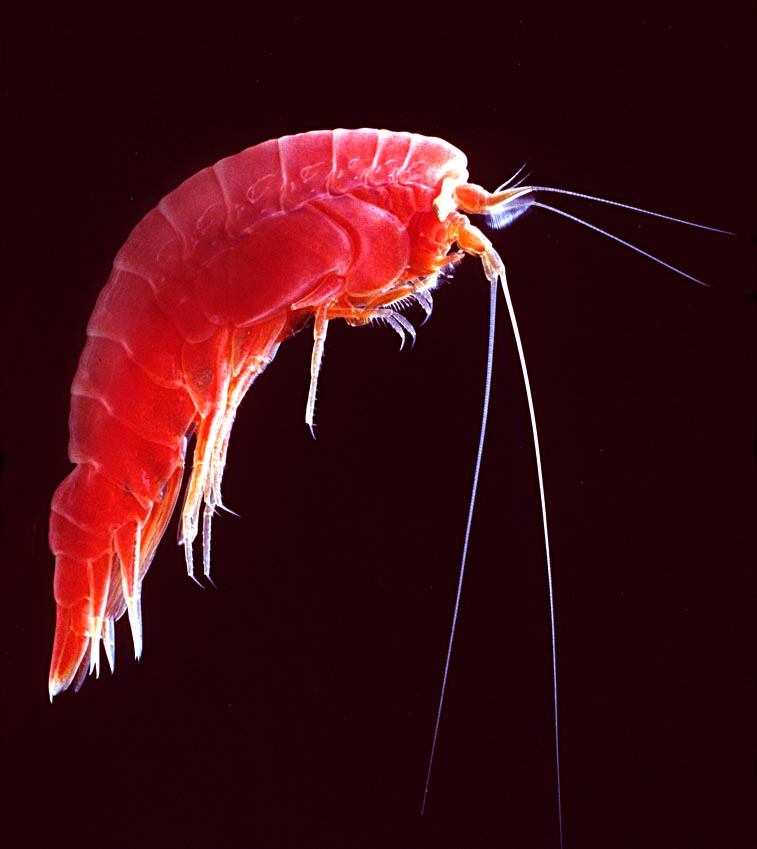
Antennes chez un amphipode faisant partie du krill.

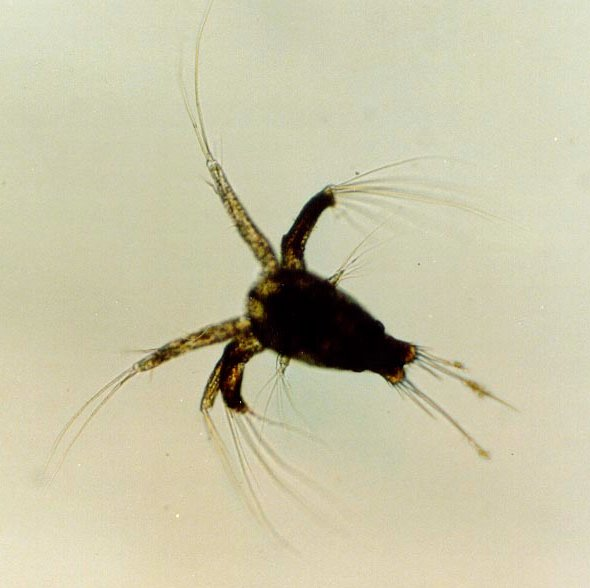
Antennes chez la larve nauplius de crevette, qui lui sert à la nage.

Les antennes sont des organes sensoriels présents chez les Mandibulates. Elles enregistrent les sensations du toucher et du goût. Pour cela, elles portent des sensilles nombreuses.
Elles sont portées sur la tête ou le céphalothorax.
Les antennes peuvent être du type uniramé ou du type biramé. Dans ce dernier cas, une des paires d'antennes peut s'appeler antennules.
Les insectes et les hexapodes ne possèdent qu'une seule paire d'antennes, les crustacés peuvent en avoir 2 paires, les arachnides n'en ont pas.